# Wendover
Wendover è un paese di 7 619 abitanti della contea del Buckinghamshire, in Inghilterra.

## Amministrazione

### Gemellaggi
- Liffré, Francia